# Deinopa percara
Deinopa percara là một loài bướm đêm trong họ Erebidae.